# Хохштрессер, Эрвин
Э́рвин Хохштре́ссер (нем. Erwin Hochsträsser; 1911 — 15 ноября 1980) — швейцарский футболист, играл на позиции нападающего. Участник чемпионата мира 1934 года.

## Биография

### Клубная карьера
В течение двух сезонов играл за «Янг Бойз», но с этим клубом никаких трофеев не выиграл. В 1934 году перешёл в «Лозанну», в составе которой отыграл 10 сезонов. В составе «Лозанны» выиграл три чемпионских титула и 3 Кубка Швейцарии. Завершил карьеру игрока в 1944 году.

### Карьера в сборной
Дебютировал за сборную Швейцарии 29 октября 1933 года в матче со сборной Румынии в рамках отборочного цикла на чемпионат мира 1934 года. В том матче он забил свой первый гол за сборную и сравнял счёт — та встреча завершилась 2:2. Он был включён в состав сборной для участия на турнире, но там не играл.

### Смерть
Скончался 15 ноября 1980 года в Лозанне.

## Достижения
«Лозанна»
- Чемпион Швейцарии (3): 1934/35, 1935/36, 1943/44
- Обладатель Кубка Швейцарии (3): 1934/35, 1938/39, 1943/44